# Молодёжное (Омская область)
Молодёжное — деревня в  Нововаршавском районе Омской области России. Входит в состав Победовского сельского поселения. Население 114 чел. (2010) .

## История
В соответствии с Законом Омской области от 30 июля 2004 года № 548-ОЗ «О границах и статусе муниципальных образований Омской области» деревня вошла в состав образованного муниципального образования «Победовское сельское поселение». 

## География
Молодёжное находится в юго-восточной части региона,   в пределах Ишимской равнины, являющейся частью Западно-Сибирской равнины. 
Уличная сеть состоит из двух географических объектов: ул. Зеленая и ул. Новая.
Абсолютная высота — 95 м. над уровнем моря.

## Население
| 2010 |
| ---- |
| 114  |

Гендерный состав
По данным Всероссийской переписи населения 2010 года в гендерной структуре населения из 114 человек мужчин — 56, женщин — 58 (49,1	и 50,9 % соответственно) .
Национальный состав
Согласно результатам переписи 2002 года, в национальной структуре населения казахи составляли  86 % от общей численности населения в 141 чел. .

## Инфраструктура
Личное подсобное хозяйство. 

## Транспорт
Просёлочные дороги. 